# Кубок Испании по футболу 1989/1990
Кубок Испании по футболу 1989/1990 — 86-й розыгрыш Кубка Испании по футболу выиграла Барселона. Этот кубок стал двадцать вторым в истории команды.
Соревнование прошло в период со 6 сентября 1989 по 5 апреля 1990 года.

## Результаты матчей

### 1/4 финала
| Команда 1      | Итог           | Команда 2       | 1-й матч | 2-й матч |
| -------------- | -------------- | --------------- | -------- | -------- |
| Сарагоса       | 2:2 1:3 (пен.) | Валенсия        | 2:1      | 0:1      |
| Реал Мадрид    | 3:1            | Реал Вальядолид | 3:0      | 0:1      |
| Спортинг Хихон | 1:2            | Кадис           | 0:0      | 1:2      |
| Реал Сосьедад  | 3:4            | Барселона       | 0:1      | 3:3      |

### 1/2 финала
| Команда 1 | Итог | Команда 2   | 1-й матч | 2-й матч |
| --------- | ---- | ----------- | -------- | -------- |
| Барселона | 3:2  | Валенсия    | 2:1      | 1:1      |
| Кадис     | 0:4  | Реал Мадрид | 0:1      | 0:3      |

### Финал
| 5 апреля, 1990 год     | \| Барселона \| 2:0 \| Реал Мадрид \| \| Амор 68′ · Салинас 90′ \| Голы \| \| | Луис Касанова, Валенсия Зрителей: 44 240 |
| Барселона              | 2:0                                                                           | Реал Мадрид                              |
| Амор 68′ · Салинас 90′ | Голы                                                                          |                                          |